# Basutodon ferox
Basutodon era un genere di archosauro suchiano della formazione Elliot inferiore del Triassico superiore del tardo Carnico e dell'inizio del Noriano del Lesotho. La specie tipo è B. ferox.

## Scoperta e denominazione
L'olotipo è un singolo dente che è stato scoperto insieme ai resti di Euskelosaurus browni nella Formazione Elliot inferiore, Lesotho. La specie Basutodon ferox fu nominata e descritta da von Huene (1932).
Likhoelesaurus ingens, un archosauriforme non descritto proveniente dalla Formazione Elliot inferiore del Sud Africa, potrebbe essere stato lo stesso animale di Basutodon ferox.

## Descrizione
Una volta Basutodon era classificato come prosauropode, come il Teratosaurus. Per questo motivo, a volte viene elencato nei libri più antichi sui dinosauri come uno dei primi teropodi, o come sinonimo di Euskelosaurus. Probabilmente non si trattava di nessuna di queste due cose, ed è molto più probabile che si trattasse di un dubbio non-dinosauro.
Basutodon è attualmente elencato come membro basale di Suchia, sebbene Tolchard et al. (2019) hanno suggerito che Basutodon potrebbe appartenere a Rauisuchia.